# Andreas Asimakopoulos
Andreas Asimakopoulos (griechisch Ανδρέας Ασημακόπουλος; * 14. Januar 1889 in Alexandria; † unbekannt) war ein griechischer Schwimmer und Wasserballspieler.

## Karriere
Asimakopoulos nahm erstmals 1912 an Olympischen Spielen teil. Dort schied er als Dritter in seinem Vorlauf über 100 m Freistil aus. Ursprünglich war er auch für die Strecken über 400 m Freistil und 100 m Rücken gemeldet, nahm aber schlussendlich nicht teil. Acht Jahre später war er erneut Teil der griechischen Olympiamannschaft bei den Spielen in Antwerpen. Zusammen mit der Wasserballmannschaft erreichte er dort Platz vier. 1924 wurde der Grieche bei selbigem Anlass mit der Wasserballmannschaft Zehnter. Beim Schwimmwettbewerb über 400 m Freistil, bei dem er ebenfalls gemeldet war, ging er nicht an den Start.